# Вісенте Рохо
Вісенте Рохо Льюк (8 жовтня 1894 – 15 червня 1966) — начальник Генерального штабу збройних сил Іспанії під час громадянської війни в Іспанії.

## Раннє життя
Він був сином військового, який воював проти карлістів і брав участь в походах на Кубу, звідки повернувся хворим.
У 1911 році Рохо вступив до піхотної академії в Алькасарі Толедо, отримав комісію в 1914 році в званні другого лейтенанта. Після призначення до Барселони він приєднався до Групи регулярних військ із Сеути (Регуляри були марокканськими колоніальними військами з іспанськими офіцерами). Пізніше його відправили до Барселони та до Сео-де-Урхель.
У 1922 році, дослужившись до звання капітана, він повернувся до піхотної академії в Толедо, де обіймав різні освітні та адміністративні посади. Він був одним із редакторів навчальних програм з предметів «Тактика», «Зброя» та «Вогнева міць» для нової секції Військової академії Сарагоси. У цей період в Академії він разом із капітаном Еміліо Аламаном співпрацював в заснуванні та керівництві Військово-бібліографічної колекції.
У серпні 1932 року він залишив Академію, щоб вступити до вищої військової школи з метою пройти курс Генерального штабу. Під час його навчання в академії він запропонував курсантам тактичне припущення, яке полягало в проходженні через річку Ебро для встановлення маршруту Реус-Гранаделла, операція, дуже схожа на операцію, проведену кількома роками пізніше, під час громадянської війни. Він пізніше застосував цей план на практиці у знаменитій битві на Ебро в районі між Мекіненза та Ампоста. 25 лютого 1936 року отримав звання майора.

## Громадянська війна в Іспанії
Коли почалася громадянська війна (липень 1936 р.), Рохо залишився лояльним до республіканського уряду і був одним із військових професіоналів, які брали участь у реорганізації іспанської республіканської армії.
У жовтні 1936 року він отримав звання підполковника і був призначений начальником Генерального штабу Сил оборони під командуванням генерала Хосе Міахи, голови оборони Мадрида, створеної для захисту столиці будь-якою ціною після переведення республіканського уряду з Мадрида до Валенсії. Він підготував ефективний план захисту міста, який запобіг його падінню. Згодом його слава як організатора зросла. Як голова Центрального штабу армії він продемонстрував видатні результати в плануванні основних операцій у битвах при Харамі, Гвадалахарі, Брунете і Белчіте.
24 березня 1937 року він отримав звання полковника, а після створення уряду Негріна в травні був призначений начальником Генерального командного штабу збройних сил і начальником Генерального штабу сухопутних військ. З цієї нової посади він відповідав за керівництво розширенням Народної армії та покращив наступальні сили Республіканської армії.
22 вересня 1937 року йому було присвоєно звання генерала. Протягом цього року він планував наступ на Уеску, Брунете, Бельчіте, Сарагосу та Теруель. 11 січня 1938 року він був нагороджений найвищою республіканською нагородою «Placa Laureada de Madrid» за планування останньої згаданої операції.
Найамбітнішою операцією, яку він провів протягом 1938 року, був наступ на Ебро, план який виріс із раніше згаданого тактичного припущення, розробленого у Вищій військовій школі. Битв на Ебро тривала з 25 липня по 16 листопада 1938 р. У цих битвах Республіка поставила свій міжнародний престиж, свою витривалість і можливість дати сприятливий поворот у ході війни. У грудні 1938 року він планував наступ в Андалусії та Естремадурі, щоб зупинити наступ націоналістів на Каталонію, але генерали Маталлана та Міаха відхилили план, і наступ розпочався лише в січні 1939 року та провалився.

## Еміграція
Після падіння Каталонії, у лютому 1939 року, він разом з урядом переїхав до Франції, де 12 лютого 1939 року йому було присвоєно звання генерал-лейтенанта.
Після короткого перебування в цій країні Служба еміграції іспанських республіканців (СЕІР) оплатила йому проїзд до Буенос-Айреса. У 1943—56 викладав у військовій школі Болівії.
Рохо вважався одним із найпрестижніших військових офіцерів Республіки та громадянської війни в цілому. Його постать поважали навіть опоненти-націоналісти. Найдивовижнішим вшануванням є те, що Франсіско Франко зіграв його у пропагандистському фільмі «Раза».

## Повернення до Іспанії та смерть
У лютому 1957 року повернувся до Іспанії, де вже жила більша частина його родини. Це повернення стало можливим завдяки серії переговорів, у яких брали участь кілька військових офіцерів-націоналістів у Мадриді, єзуїт який контактував з ним під час його перебування в Болівії, і єпископ Кочабамби який служив з Рохо під час громадянської війни.
Хоча на початку франкістська влада його не турбувала, 16 липня 1957 року Спеціальний суд для репресій проти масонства та комунізму повідомив його, що він буде притягнутий до відповідальності за злочин військового повстання на посаді колишнього командувача армією. Це була звичайна помста для професійних військових, які не приєдналися до повстанців у 1936 році. Його засудили на 30 років, але не відсидів жодного дня, оскільки вирок був умовним, і незабаром його помилували.
Франко так високо поважав Рохо, що після повернення до Іспанії призначив йому пенсію, належну генерал-лейтенанту іспанської армії. Кілька офіцерів-націоналістів публічно заявили, що якби Рохо дозволили проводити операції без втручання радянських офіцерів, результат війни міг би бути іншим.
Вісенте Рохо помер у своєму будинку в Мадриді 15 червня 1966 року. З некрологів, які з’являлися в іспанській пресі, лише некролог Ель-Алькасарі і некролог відомого фалангістського письменника Рафаеля Гарсіа Серрано в партійній пресі широко вихваляли його військові досягнення. 
Він написав кілька книг, де детально описує свій військовий досвід у громадянській війні, які були опубліковані в такому порядку: Попередження до народу! (¡Alerta a los pueblos! )(1939), Героїчна Іспанія! (¡Spaña heroica!) (1961) і Так пройшла оборона Мадрида (Así fue la defensa de Madrid) (1967).